# James Grey Jackson
James Grey Jackson est un commerçant britannique, ayant résidé à Mogador (Maroc) à la fin du XVIIIe siècle et au début du XIXe siècles, auteur d'ouvrages sur la géographie de l'Afrique du Nord et de l'Ouest.  

## Biographie
Il réside seize ans à Mogador et Agadir, où il recueille de nombreux récits de marchands et voyageurs qui lui permettent d'écrire plusieurs ouvrages décrivant le Maroc et d'autres régions d'Afrique du Nord et de l'Ouest. Dans An Account of Morocco and the District of Suse (1809, plusieurs fois réédité au cours de la décennie suivante) Il estime la population de l'empire du Maroc au début du XIXe siècle à 14 millions d'habitants, et sa superficie à 310 000 kilomètres carrés. Il donne également une description de Tombouctou, et soutient que le Niger et le Nil sont reliés l'un à l'autre. Dans An Account of Timbuctoo and Housa (1820), établi à partir des récits et lettres d'un commerçant marocain, il donne certains des premiers éléments disponibles en Occident sur plusieurs langues parlées en Afrique de l'Ouest, notamment le haoussa. Un opuscule attribué à James Grey Jackson (peut-être traduit depuis l'un des ouvrages précédents), comparant l'arabe parlé au Maghreb avec l'arabe parlé en Syrie, a été traduit en français et publié à Paris en 1824. 
Ses dates de naissance et de décès sont incertaines. 

## Ouvrages
- An Account of Morocco and the District of Suse, Londres, Nicol & Son, 1809, 303 p.
- An Account of Timbuctoo and Housa, Londres, Longman, 1820 (récit d'El Hage Abd Salam Shabeeny recueilli et mis en forme par James Grey Jackson)
- Sur la conformité de l'arabe occidental ou de Barbarie avec l'arabe oriental ou de Syrie, Paris, Dondey-Dupré, 1824, 10 p.